# Sak Sutsakhan
Sak Sutsakhan (8 tháng 2 năm 1928 – 29 tháng 4 năm 1994) là chính trị gia Campuchia kiêm sĩ quan cấp cao trong Lực lượng Vũ trang Quốc gia Khmer. Ông là vị Tổng thống cuối cùng của nước Cộng hòa Khmer chỉ tạm quyền trong vài ngày ngắn ngủi từ ngày 13 tháng 4 đến 17 tháng 4 năm 1975. Ngoài ra Sak Sutsakhan còn là người thuộc lực lượng thân Mỹ gọi là "Khmer Sâ" (Khmer Trắng).

## Tiểu sử

### Thuở ban đầu
Sutsakhan sinh ngày 8 tháng 2 năm 1928 tại tỉnh Battambang trong một gia đình trí thức giàu có. Ông là em họ của Nuon Chea, một thành viên nổi bật của Khmer Đỏ. Lúc nhỏ ông theo học tại Học viện Quân sự Hoàng gia Campuchia và Trường Tổng tham mưu Pháp tại Paris; ra trường với thành tích thuộc loại khá, ông được bổ nhiệm làm sĩ quan cấp thấp rồi cảnh sát trưởng trong quân đội của Lực lượng Vũ trang Hoàng gia Khmer (FARK), về sau ông gia nhập đảng Sangkum của Hoàng thân Norodom Sihanouk và trở thành Bộ trưởng]] Quốc phòng trẻ nhất thế giới vào năm 1957 ở tuổi 29.

### Thời Cộng hòa Khmer
Sau cuộc đảo chính Campuchia năm 1970, Sihanouk bị tướng Lon Nol lật đổ và dẫn tới sự thành lập nước Cộng hòa Khmer vào tháng 10 năm 1970. Sutsakhan tiếp tục sự nghiệp trong quân đội của chế độ mới, bây giờ đổi tên thành Lực lượng Vũ trang Quốc gia Khmer (FANK) và chẳng mấy chốc ông thăng tiến rất nhanh. Ông từng giữ chức Bộ trưởng Bộ Quốc phòng nhiều lần và là chỉ huy của Lực lượng Biệt kích FANK, đối với các quan sát viên Mỹ thì Sutsakhan còn nổi tiếng vì mức độ hiểu biết, thông thạo về quân sự, chính trị và đặc biệt không tham nhũng như đa phần các quan chức đồng nghiệp cùng thời.
Tuy nhiên, nước Cộng hòa Khmer đã phải đối mặt với cuộc nội chiến Campuchia giữa lực lượng Khmer Đỏ và quân đội Bắc Việt đang trú đóng tại biên giới phía đông của đất nước, trải qua nhiều năm chiến tranh ác liệt, cuối cùng Khmer Đỏ bắt đầu tràn vào các tỉnh và tổng công kích dữ dội vào đầu năm 1975. Trước nguy cơ khó tránh khỏi sụp đổ cộng thêm sức ép từ việc Mỹ cắt viện trợ nên vào ngày 1 tháng 4 năm 1975, Tổng thống Lon Nol quyết định từ chức và trốn khỏi đất nước sang định cư tại Hawaii. Kế đó, người Mỹ và quyền Tổng thống Saukam Khoy ra lệnh di tản nhân viên cùng quan chức chính phủ rời khỏi Phnom Penh vào ngày 12 tháng 4, bảy thành viên Ủy ban Tối cao do tướng Sak Sutsakhan làm chủ tịch, tiến hành việc chuyển giao quyền lực từ một nước Cộng hòa sắp lung lay. Sutsakhan nhậm chức Tổng thống và Chủ tịch Hội đồng Nhà nước vào ngày 13 tháng 4, trong những ngày cuối cùng đó ông cố gắng đàm phán lệnh ngừng bắn có điều kiện với quân Khmer Đỏ đang vây chặt Phnom Penh. Sutsakhan còn ở lại cho đến khi lực lượng Cộng sản tiến vào thủ đô ngày 17 tháng 4, sợ rằng sẽ bị sát hại, ông đã kịp thời trốn thoát cùng gia đình trên chiếc trực thăng cuối cùng để rời khỏi Sân vận động Olympic. Sutsakhan đã kết hôn và có bốn người con.

### Lưu vong và KPNLF
Sutsakhan sang định cư tại Hoa Kỳ và trở thành công dân Mỹ vào cuối thập niên 1970. Sau khi Khmer Đỏ bị quân đội Nhân dân Việt Nam đánh bại và trục xuất vào năm 1979, chính trị gia Son Sann và cựu tướng lĩnh FANK Dien Del đã thành lập Mặt trận Giải phóng Nhân dân Khmer (KPNLF), một phong trào gồm đa phần nhữg người ủng hộ chế độ cộng hòa và không cộng sản với mục đích đánh đuổi chế độ do Việt Nam hậu thuẫn là nước Cộng hòa Nhân dân Campuchia. KPNLF ban đầu là một liên minh các nhóm kháng chiến hỗn tạp khác nhau và thậm chỉ cả nửa trộm cướp đặt trụ sở tại các trại tị nạn dọc biên giới Thái Lan-Campuchia, Sutsakhan trở về nước vào năm 1981, giúp tuyển mộ và mang lại tính hợp pháp đáng kể cho tổ chức này. Ông được bầu làm chỉ huy cánh vũ trang KPNLF, Lực lượng Vũ trang Giải phóng Quốc gia Nhân dân Khmer (KPNLAF) và cố gắng áp đặt một cấu trúc tập trung vào các phe phái vũ trang của lực lượng này.
Năm 1982, một liên minh chính trị chính thức là Liên minh Chính phủ Kampuchea Dân Chủ được thành lập giữa KPNLF, phe bảo hoàng FUNCINPEC của Hoàng thân Norodom Sihanouk và tàn quân của Khmer Đỏ. Sau năm 1985, Sutsakhan gặp gỡ với Son Sen của Khmer Đỏ và con trai của Sihanouk là Hoàng thân Norodom Ranariddh, người chỉ huy cánh quân sự của FUNCINPEC là Lực lượng Quốc gia Sihanouk (ANS), thỏa thuận hợp tác quân sự giữa ba phong trào.
Đến năm 1985, Sutsakhan và Sann bắt đầu bất đồng về việc tiến hành chiến tranh, đặc biệt là về vấn đề hợp tác với phái bảo hoàng (ANS), rốt cuộc Sutsakhan đành nhượng bộ và ủng hộ. Kết quả việc chia rẽ trong KPNLF đã cản trở các hoạt động của lực lượng vũ trang này: mặc dù họ đạt được một số thành công ban đầu ở phía tây bắc Campuchia, nhưng lại bị thiệt hại nặng nề bởi một cuộc tấn công từ phía Việt Nam trong năm 1984-1985 và phần lớn chỉ giới hạn trong chiến tranh du kích sau thời điểm này.
Sau khi Hiệp định Hòa bình Paris ký kết năm 1991, Sutsakhan ly khai khỏi Son Sann và KPNLF, tiến đến việc thành lập Đảng Dân chủ Tự do Campuchia và tham gia vào cuộc bầu cử năm 1993 nhưng thất bại. Ít lâu sau ông qua đời vì bạo bệnh tại Phnom Penh vào ngày 29 tháng 4 năm 1994, hưởng thọ 66 tuổi. 

## Ấn phẩm
Vào năm 1980, Sutsakhan cho xuất bản cuốn The Khmer Republic at War and the Final Collapse (Cộng hòa Khmer trong chiến tranh và sự sụp đổ cuối cùng), được giới sử học coi là nguồn thông tin chính về cuộc nội chiến Campuchia. Sách được bán trực tuyến tại địa chỉ .